# 一人称単数 (村上春樹)
『一人称単数』（いちにんしょうたんすう）は、村上春樹の短編小説集。

## 概要
2020年（令和2年）7月20日、文藝春秋より刊行された。2018年（平成30年）7月から2020年（令和2年）2月に掛けて『文學界』に掲載された短編7編に、書き下ろしの「一人称単数」を加えた計8編を収める。
7月18日に発売された。小説としては『騎士団長殺し』から3年ぶり、短編集としては『女のいない男たち』から6年ぶりの刊行となった。
初版発行部数は18万部であったが、刊行前に1回増刷を掛け、7月22日時点で計23万部となった。新型コロナのためカウントダウンイベントなどは行われなかったが、発売当日、三省堂書店神保町本店では開店時間を3時間早め、『一人称単数』約400冊を積んだタワーや、村上作品コーナーを設置した。
装画は豊田徹也、装幀は大久保明子が手掛けた。豊田は3月に編集者から依頼を受け、即座に「無理です」と断ったが、2時間に渡る説得を受けて引き受けたという。「人の本の絵を描くということが、自分にとっては責任が重く、相当恐ろしいことだったのです。今回、カバーがいい感じに仕上がったのは、すべてデザイナーの大久保明子さんのおかげです。」と豊田は語っている。

## 収録作品
| 作品名                                     | 初出                   |
| ------------------------------------------ | ---------------------- |
| 石のまくらに                               | 『文學界』2018年7月号  |
| クリーム                                   | 同上                   |
| チャーリー・パーカー・プレイズ・ボサノヴァ | 同上                   |
| ウィズ・ザ・ビートルズ With the Beatles    | 『文學界』2019年8月号  |
| 「ヤクルト・スワローズ詩集」               | 同上                   |
| 謝肉祭（Carnival）                         | 『文學界』2019年12月号 |
| 品川猿の告白                               | 『文學界』2020年2月号  |
| 一人称単数                                 | 書下ろし               |

## あらすじ

### 石のまくらに
大学2年生のときに「僕」が働いていたレストランに、一人の女性がいた。それまで殆ど言葉を交すことはなかったが、辞めることになった彼女の簡単な送別会の後、帰りの電車に一緒に乗っていた彼女は、今日泊めてもらえないかと「僕」に言う。「僕」の部屋でビールを飲みセックスをすることになったときに彼女は、身体を求めるときにだけ彼女を呼び出す、片思いしている男のことを話す。
翌朝に朝食を摂りながら彼女は、大学の専攻を「僕」に尋ね、文学部だと聞くと、私も短歌を作っていると言った。「僕」の求めに応じて後日、簡単な冊子の歌集が郵便で送られてきた。それから一度も「僕」は彼女とは会っておらず、名前も顔も思い出せない。残ったのはただ、手元の歌集に記された言葉だけだった。

### クリーム
浪人生時代に「僕」は、以前一緒にピアノを習っていた女の子からの、ピアノ演奏会の招待状を受け取る。親しくもない彼女が何故自分を招いたのかわからなかったが、「僕」は当日、記された住所の元へ赴く。だが目的の建物の門は固く閉ざされていた。途方に暮れた「僕」がそばにあった公園で休んでいると、突然老人が現れ、「中心がいくつもある円や」と「僕」に言う。そしてそういう円を想像できるようにしなければならない、努力してそれを成し遂げたとき、それが人生のクリームになるのだ、と話した。
気が付いたとき老人の姿は消えていた。あの日に起った出来事は何であったのか、今でも「僕」はわからないが、折に触れて今でも、中心がいくつもある円と人生のクリームについて考え続けている。

### チャーリー・パーカー・プレイズ・ボサノヴァ
大学生のときに「僕」は大学の文芸誌に、1955年に亡くなったチャーリー・パーカーが1960年代まで生き延びて「チャーリー・パーカー・プレイズ・ボサノヴァ」というレコードを出したという、架空の記事を書いたことがあった。その15年後、仕事でニューヨークにいた「僕」はレコード店で、存在する筈のない「チャーリー・パーカー・プレイズ・ボサノヴァ」のレコードを目にする。だが買う決心が付かぬまま「僕」が一旦店を出ると、その間にレコードは消えてしまっていた。
そして最近になって「僕」は、チャーリー・パーカーが出てくる夢を見る。チャーリーは「僕」のために音楽を演奏してくれ、「私に今一度の生命を与えてくれた」ことについて「僕」に礼を述べた。

### ウィズ・ザ・ビートルズ　With the Beatles
1964年、ビートルズが大ブームだった時代に高校生だった「僕」は、高校の廊下を「ウィズ・ザ・ビートルズ」のレコードを抱えて歩いていた美少女のことを今でも覚えている。その頃、「僕」には初めてできたガールフレンド、サヨコがいた。1965年の秋、「僕」は彼女との約束のために家を訪れるがサヨコは不在で、彼女の兄が代りに応対する。サヨコの兄は、自分は記憶の配列が狂う疾患を持っているという話を「僕」にする。
18年後、「僕」は渋谷の坂道でサヨコの兄に偶然再会し、サヨコが3年前に自殺していたことを聞く。この出来事には何かを示唆するものがあったが、それ以上に自分と彼を有機的に結び付けるものはなかった、と「僕」は思う。

### 「ヤクルト・スワローズ詩集」
「僕」は野球が好きで、かつて神宮球場で観戦をしながら暇つぶしに書き留めていたものを『ヤクルト・スワローズ詩集』として自費出版したことがある。その詩のそれぞれに様々な試合や父の思い出がある。今でも「僕」が世界中で一番好きな球場は神宮球場である。

### 謝肉祭（Carnival）
F*は、「僕」がこれまで記憶している中で最も醜い容姿をした女性だった。友人の紹介で知り合った「僕」と彼女は、二人ともシューマンの『謝肉祭』が非常に好きだという共通点を見出し、以来、しばしば一緒に『謝肉祭』を聴きに行き、感想を語り合った。半年ほど経ってしばらくF*からの連絡が途絶え、ある日テレビを観た「僕」は、彼女が夫と共に大型詐欺事件の犯人として逮捕されたことを知る。今でも「僕」は『謝肉祭』を聴きに行って彼女の姿を探し、ずっと昔に一度デートしたあまり容姿の優れていない女の子の記憶と共に、F*のことを時折思い出す。

### 品川猿の告白
群馬県のM*温泉へ行ったとき、「僕」は旅館で働く年老いた猿に出会う。身の上話を聞くと、彼は大学教授夫妻に育てられ、以前は品川区で暮していたのだという。また、猿は他人の名前を盗むことのできる能力があり、気に入った人間の女性の名前を盗んでいたという話もする。
それから数年が経ったある日、「僕」と赤坂で打ち合わせをしていた女性編集者が電話に出た際、唐突に自分の名前を忘れたと言って「僕」に尋ねるという出来事があり、「僕」は品川猿が再び名前を盗む活動を始めたのだろうかと考える。

### 一人称単数
「私」はある夜、普段あまり着ないスーツを身にまとい、初めて入るバーへ行った。カウンターの向うの鏡から自分を見返している鏡像の自分が目に入り、眺めているうちにそれが自分自身でないように思われ出してきた。そんな「私」へ、隣の席に坐った50歳前後の女性が話しかけてき、「そんなことをしていて、なにか愉しい？」「都会的で、スマートだとか思っているわけ？」などと尋ねてくる。更に3年前、自分の友人が「私」におぞましいことをされたのだと、全く覚えのない糾弾を始める。限界になった「私」はバーを出るが、外の世界は先程とは打って変り、街路樹には太い蛇が巻き付き、歩道には灰が積もり、道行く人々には顔がなかった。

## 翻訳
| 翻訳言語        | タイトル                       | 翻訳者                           | 発行日        | 発行元            |
| --------------- | ------------------------------ | -------------------------------- | ------------- | ----------------- |
| 英語            | First Person Singular: Stories | フィリップ・ガブリエル           | 2021年4月6日  | Harville Secker   |
| フランス語      | Première personne du singulier | Hélène Morita                    | 2022年1月20日 | Belfond           |
| ドイツ語        | Erste Person Singular          | Ursula Gräfe                     | 2021年        | DuMont Buchverlag |
| イタリア語      | Prima persona singolare        | Antonietta Pastore               | 2021年        | Einaudi           |
| スペイン語      | Primera persona del singular   | Juan Francisco, González Sánchez | 2021年        | Planeta Pub Corp  |
| ポルトガル語    | Primeira Pessoa do Singular    | Rita Kohl                        | 2022年        | Casa das Letras   |
| 中国語 (繁体字) | 第一人称单数                   | 劉子倩                           | 2021年        | 時報文化          |
| 韓国語          | 일인칭 단수                    | ホン・ウンジュ                   | 2020年        | ムンハクトンネ    |